# Mikel Urrutikoetxea
Mikel Urrutikoetxea Azkueta, conocido como Urrutikoetxea (Zarátamo, Vizcaya, 24 de mayo de 1989) es un jugador profesional español de pelota vasca en la especialidad de mano. Juega normalmente en la posición de delantero para la empresa Baiko Pilota. Es uno de los siete únicos manistas, primero no navarro, capaces de conquistar los tres campeonatos más importantes que componen el calendario profesional.

## Carrera profesional
Debutó como profesional en el año 2009 en el Frontón Municipal de Arrigorriaga, cuando contaba con 20 años de edad. A finales de ese mismo año, pese a haber debutado escasos meses atrás, conquistó su primera txapela en el campo profesional, al imponerse por 22-10 a Argote en la final del 4 y medio de 2.ª categoría. 
Su primera txapela grande fue el Campeonato Manomanista del año 2015, habiendo sido derrotado 22-7 por Bengoetxea VI en la semifinal, y tuvo la oportunidad de jugar la final por lesión de Bengoetxea consiguiendo la txapela tras superar 22-19 a Olaizola II. Ese mismo año, consiguió el Campeonato del 4 y medio del 2015, al vencer a Martínez de Irujo por 22-20 tras remontar un 10-20 adverso. Jugó el Campeonato de Parejas del 2016 formando dueto con Olaizola II, una original combinación de delanteros en la que Urrutikoetxea ejercía como zaguero. Llegaron a la final y se impusieron por 16-10 a Mtz. de Irujo y Rezusta, teniéndose que retirar Irujo por lesión en un dedo de su mano derecha. Con este triunfo, Urrutikoetxea se convertía en el sexto pelotari, el primero no navarro, en conquistar las tres txapelas de las máximas competiciones de la mano profesional: manomanista, mano parejas y cuatro y medio. Los otros pelotaris en lograr esta hazaña son Julián Retegi, Fernando Arretxe, Olaizola II, Juan Martínez de Irujo, Oinatz Bengoetxea y Barriola.
Así mismo, en el año 2016 conquistó el 4 y medio navarro en el primer año en el que este se abría a jugadores no pertenecientes a la Comunidad Foral, conquistando de esta manera, la considerada en el mundo pelotazale como "cuarta txapela".

## Estilo de juego
El juego de Mikel destaca por su solidez en todos los aspectos del juego, careciendo prácticamente de fisuras. Así, se trata de un pelotari muy completo, que maneja con soltura ambas manos, y que a pesar de su estatura, destaca por su agilidad y coordinación.

## Trayectoria
| Primera Categoría | 11  | 12   | 13   | 14  | 15  | 16 | 17 |
| ----------------- | --- | ---- | ---- | --- | --- | -- | -- |
| Manomanista       | 1/8 | 1/16 | SF   | SF  | C   | F  | SF |
| Parejas           | -   | -    | -    | SF  | 1/4 | C  |    |
| Cuatro y medio    | 1R  | FP   | 1/16 | 1/8 | C   | SF | F  |

FP = Fase previa, L 1/4 = Liguilla de cuartos, SF = Semifinal, F= Finalista, C= Campeón

## Palmarés
- Campeón del Manomanista, 2015
- Campeón del Cuatro y Medio, 2015
- Campeón del Campeonato de Parejas, 2016
- Campeón del Cuatro y Medio de promoción, 2009

## Finales del Manomanista
| Año  | Campeón           | Subcampeón    | Tanteo | Frontón |
| ---- | ----------------- | ------------- | ------ | ------- |
| 2015 | Urrutikoetxea (1) | Olaizola II   | 22-19  | Bizkaia |
| 2016 | Irribarria        | Urrutikoetxea | 22-13  | Bizkaia |
| 2019 | Irribarria        | Urrutikoetxea | 22-20  | Bizkaia |

(1) En sustitución de Bengoetxea VI por lesión.

## Finales del Cuatro y Medio
| Año  | Campeón       | Subcampeón        | Tanteo | Frontón |
| ---- | ------------- | ----------------- | ------ | ------- |
| 2015 | Urrutikoetxea | Martínez de Irujo | 22-20  | Bizkaia |
| 2017 | Altuna III    | Urrutikoetxea     | 22-21  | Bizkaia |

## Final del Campeonato de Parejas
| Año  | Campeones                   | Subcampeones                | Tanteo | Frontón |
| ---- | --------------------------- | --------------------------- | ------ | ------- |
| 2016 | Olaizola II - Urrutikoetxea | Mtz. de Irujo (1) - Rezusta | 16-10  | Bizkaia |
| 2020 | Ezkurdia - Martija          | Olaizola II - Urrutikoetxea | 22-13  | Bizkaia |

(1) Se retiró por lesión con 16-10 en el marcador.

## Final del Cuatro y Medio de 2.ª categoría
| Año  | Campeón       | Subcampeón | Tanteo | Frontón  |
| ---- | ------------- | ---------- | ------ | -------- |
| 2009 | Urrutikoetxea | Argote     | 22-10  | Beotibar |